# Für Dich – Live aus Berlin
Für Dich – Live aus Berlin ist das zweite Live- und Videoalbum der deutschen Popschlager-Sängerin Vanessa Mai.

## Entstehung und Artwork
Alle Stücke des Albums wurden von externen Autoren verfasst. Die meisten Titel wurden von den Komponisten und Liedtextern Dieter Bohlen, Olaf Roberto Bossi, Felix Gauder und Oliver Lukas geschrieben. Produziert wurden alle Lieder durch Bohlen oder Gauder; wobei Bohlen durch den Koproduzenten Joachim Mezei vom Hamburger Jeopark Studio unterstützt wurde. Für das Arrangement war ebenfalls Gauder verantwortlich. Die Tonmischung erfolgte im Frechener Tonstudio K, unter der Leitung von Thomas Kern und Alex Spengler. Das Album wurde unter dem Musiklabel Ariola veröffentlicht und durch Sony Music vertrieben.
Auf dem Cover des Albums ist – neben Künstlernamen und Albumtitel – ein Bild Mais, während des Konzertes, zu sehen. Im Inneren des Albums befindet sich ein 24-seitiges Begleitheft mit Impressionen des Konzertes sowie den Mitwirkenden. Alle Bildaufnahmen stammen von Sandra Ludewig, das dazugehörige Artwork von Roland Reinsberg.
Die Liveaufnahmen erfolgten vor knapp 3.000 Zuschauern während Mais Für Dich Tournee, bei einem Konzert im Tempodrom in Berlin am 10. Oktober 2016. Für die musikalische Leitung war Roland Rascher verantwortlich. Rascher ist ebenfalls am Keyboard zu hören. Das Schlagzeug wurde von Florian Schanze gespielt.

## Veröffentlichung und Promotion
Die Erstveröffentlichung von Für Dich – Live aus Berlin erfolgte am 6. Januar 2017 in Deutschland, Österreich und der Schweiz. Das Album ist als CD und Download sowie als Videoalbum in den Formaten Blu-Ray und DVD erhältlich. Das Album besteht aus 26 Titeln die auf zwei CDs aufgeteilt sind und beinhaltet Liveversionen von Liedern aller drei Studioalben Mais. Das Videoalbum besteht aus 25 Titeln und zwei Bildergalerien.
Einen Tag nach der Albumveröffentlichung folgte der erste Liveauftritt zur Hauptsendezeit nach der Veröffentlichung des Albums. In der ARD-Show Schlagerchampions – Das große Fest der Besten von Florian Silbereisen wurde Mai mit dem Schlagerpreis Die Eins der Besten in der Kategorie Sängerin des Jahres ausgezeichnet und präsentierte ihre Lieder Ich sterb für dich und eine Akustikversion von Ohne dich (schlaf ich heut Nacht nicht ein). Letzteres sang sie zusammen mit Stefan Zauner von der Münchener Freiheit in der ZDF-Show Willkommen bei Carmen Nebel.

## Inhalt
Alle Liedtexte des Albums sind in deutscher Sprache verfasst. Die meisten Kompositionen und Liedtexte entstammen von Dieter Bohlen, Olaf Roberto Bossi, Felix Gauder und Oliver Lukas. Musikalisch bewegen sich die Lieder im Bereich des Popschlager. Es handelt sich bei den meisten Stücken um Neukompositionen, lediglich bei den Liedern Für dich, Ohne dich (schlaf ich heut Nacht nicht ein), Irgendwie, irgendwo, irgendwann und Ich sterb für dich handelt es sich um Coverversionen. Für dich ist eine exakte Kopie des Nummer-eins-Hits von Yvonne Catterfeld aus dem Jahr 2003. Ohne dich (schlaf ich heut Nacht nicht ein) ist im Original ein Nummer-eins-Erfolge der Münchener Freiheit von 1985. Irgendwie, irgendwo, irgendwann ist ein Cover des Top-10-Erfolges von Nena aus dem Jahr 1984. Bei Ich sterb für dich handelt es sich um eine deutschsprachige Coverversion des Originals And When I Die von Touché. Die Komposition und der Text des Originals stammten ebenfalls von Bohlen, allerdings unter dem Pseudonym „Joseph Cooley“. Die Stücke Irgendwie, irgendwo, irgendwann und Ohne dich (schlaf ich heut Nacht nicht ein) wurden von Mai erstmals auf der Für Dich Tournee gespielt und waren zuvor auf einem Album veröffentlicht worden. Bei dem Wolkenfrei Medley handelt es sich um ein Medley, dass aus den Liedern Von Tokio bis Amerika, Du bist meine Insel, Der Zaubertrank ist leer und Ich versprech dir nichts und geb dir alles besteht.
Das Album beinhaltet neben dem Konzertmitschnitt vier Remixe. Es handelt sich dabei um die letzten vier Lieder der zweiten die unter dem Namen Für Dich Album Mix betitelt wurden. Das Videoalbum beinhaltet neben dem Konzertmitschnitt zwei Bildergalerien mit den Titeln Ich liebe dich und Kann’s nicht glauben.
| #  | Titel                                       | Autor(en)                                                                        | Produzent(en)                              | Länge |
| -- | ------------------------------------------- | -------------------------------------------------------------------------------- | ------------------------------------------ | ----- |
| 1  | Mein Herz schlägt Schlager                  | Felix Gauder, Oliver Lukas, Oli Nova                                             | Felix Gauder                               | 6:35  |
| 2  | Wachgeküsst                                 | Olaf Roberto Bossi, Felix Gauder, Alexandra Kuhn                                 | Felix Gauder                               | 4:40  |
| 3  | Für dich                                    | Dieter Bohlen, Lukas Hilbert, Klaus Hirschburger                                 | Dieter Bohlen, Jeo@Jeopark (Koproduzent)   | 4:15  |
| 4  | Zauberland                                  | Felix Gauder, Oliver Lukas, Oli Nova                                             | Felix Gauder                               | 3:52  |
| 5  | Meilenweit                                  | Dieter Bohlen                                                                    | Dieter Bohlen, Joachim Mezei (Koproduzent) | 3:44  |
| 6  | Wie ein Blitz                               | Dieter Bohlen, Oliver Lukas                                                      | Dieter Bohlen, Joachim Mezei (Koproduzent) | 4:13  |
| 7  | Du berührst mein Herz                       | Olaf Roberto Bossi, Felix Gauder, Oli Nova                                       | Felix Gauder                               | 3:46  |
| 8  | Wunder gibt’s nicht nur im Himmel           | Dieter Bohlen, Oliver Lukas                                                      | Dieter Bohlen, Joachim Mezei (Koproduzent) | 3:43  |
| 9  | Wolkenfrei Medley                           | Olaf Roberto Bossi, Felix Gauder, Alexandra Kuhn, Tobias Reitz, Thomas Rosenfeld | Felix Gauder                               | 7:54  |
|    | CD 2                                        |                                                                                  |                                            |       |
| 10 | Phänomenal                                  | Dieter Bohlen, Oliver Lukas                                                      | Dieter Bohlen, Joachim Mezei (Koproduzent) | 3:45  |
| 11 | Sommerliebe                                 | Olaf Roberto Bossi, Felix Gauder, Alexandra Kuhn                                 | Felix Gauder                               | 3:39  |
| 12 | Südseewind auf der Haut                     | Olaf Roberto Bossi, Felix Gauder, Oliver Lukas                                   | Felix Gauder                               | 3:51  |
| 13 | Küss mich noch mal                          | Justin Balk, Felix Gauder, Oli Nova                                              | Felix Gauder                               | 4:16  |
| 14 | Ohne dich                                   | Dieter Bohlen                                                                    | Dieter Bohlen, Joachim Mezei (Koproduzent) | 4:43  |
| 15 | Ohne dich (schlaf ich heut Nacht nicht ein) | Michael Kunze, Aron Strobel, Stefan Zauner                                       |                                            | 3:36  |
| 16 | Jeans, T-Shirt und Freiheit                 | Olaf Roberto Bossi, Felix Gauder, Alexandra Kuhn                                 | Felix Gauder                               | 4:07  |
| 17 | Du und ich                                  | Dieter Bohlen, Oliver Lukas                                                      | Dieter Bohlen, Joachim Mezei (Koproduzent) | 4:07  |
| 18 | Irgendwie, irgendwo, irgendwann             | Jörn-Uwe Fahrenkrog-Petersen, Carlo Karges                                       |                                            | 3:35  |
| 19 | Es wird schon hell über Berlin              | Felix Gauder, Oliver Lukas, Oli Nova                                             | Felix Gauder                               | 5:38  |
| 20 | Wolke 7                                     | Felix Gauder, Oliver Lukas, Oli Nova                                             | Felix Gauder                               | 6:22  |
| 21 | In all deinen Farben                        | Tamara Olorga, Lena Pesch                                                        | Felix Gauder                               | 3:16  |
| 22 | Ich sterb für dich                          | Dieter Bohlen, Oliver Lukas                                                      | Dieter Bohlen, Joachim Mezei (Koproduzent) | 5:58  |
| 23 | Meilenweit (Jeo Remix)                      | Dieter Bohlen, Oliver Lukas                                                      | Dieter Bohlen, Joachim Mezei (Koproduzent) | 2:08  |
| 24 | Ich sterb für dich (Jeo Remix)              | Dieter Bohlen, Oliver Lukas                                                      | Dieter Bohlen, Joachim Mezei (Koproduzent) | 1:26  |
| 25 | Ich hör auf mein Herz (Jeo Remix)           | Dieter Bohlen, Oliver Lukas                                                      | Dieter Bohlen, Joachim Mezei (Koproduzent) | 1:45  |
| 26 | Herz an Herz (Jeo Remix)                    | Dieter Bohlen, Oliver Lukas                                                      | Dieter Bohlen, Joachim Mezei (Koproduzent) | 1:28  |

## Für Dich Tour
Bei der Für Dich Tour handelte es sich um die erste eigenständige Konzertreihe Mais als Hauptact, nachdem sie im Vorfeld bereits an Schlager-Konzertreihen teilnahm oder im Vorprogramm von Fantasy spielte. Die Tour erstreckte sich über einen Zeitraum von zwei Monaten und führte Mai mit ihrer Begleitband durch 21 deutsche Städte sowie drei Mal nach Dänemark und einmal nach Zürich in die Schweiz. Die Setlist variierte während der Tour zwischen 23 und 24 Titeln. Das Programm bestand größtenteils aus einer Mischung der letzten beiden Studioalben Wachgeküsst und Für Dich.

## Mitwirkende
Albumproduktion
- Justin Balk: Komponist (Lied 13), Liedtexter (Lied 13)
- Dieter Bohlen: Komponist (Lieder 3, 5–6, 8, 10, 14, 17, 22–26), Liedtexter (Lieder 3, 5–6, 8, 10, 14, 17, 22–26), Musikproduzent (Lieder 3, 5–6, 8, 10, 14, 17, 22–26)
- Olaf Roberto Bossi: Komponist (Lieder 2, 7, 9, 11–12, 16), Liedtexter (Lieder 2, 7, 9, 11–12, 16)
- Jörn-Uwe Fahrenkrog-Petersen: Liedtexter (Lied 18)
- Felix Gauder: Arrangement (Lieder: 1–2, 4, 7, 9, 11–13, 16, 19–21), Komponist (Lieder 1–2, 4, 7, 9, 11–13, 16, 19–20), Liedtexter (Lieder 1–2, 4, 7, 9, 11–13, 16, 19–20), Musikproduzent (Lieder 1–2, 4, 7, 9, 11–13, 16, 19–21)
- Lukas Hilbert: Liedtexter (Lied 3)
- Klaus Hirschburger: Liedtexter (Lied 3)
- Alexandra Kuhn: Komponist (Lieder 2, 9, 11, 16), Liedtexter (Lieder 2, 9, 11, 16)
- Michael Kunze: Liedtexter (Lied 15)
- Carlo Karges: Komponist (Lied 18)
- Thomas Kern: Tonmischung (Lieder 1–26)
- Oliver Lukas: Komponist (Lieder 1, 4, 12–13, 19–20), Liedtexter (Lieder 1, 4, 6, 8, 10, 12–13, 17, 19–20, 22–26)
- Vanessa Mai: Gesang
- Joachim Mezei: Koproduzent (Lieder: 3, 5–6, 8, 10, 14, 17, 22–26)
- Oli Nova: Komponist (Lieder 1, 4, 7, 19–20), Liedtexter (Lieder 1, 4, 7, 19–20)
- Tamara Olorga: Komponist (Lied 21), Liedtexter (Lied 21)
- Lena Pesch: Liedtexter (Lied 21)
- Roland Rascher: Keyboard (Lieder 1–26), Musikalische Leitung (Lieder 1–26)
- Tobias Reitz: Liedtexter (Lied 9)
- Thomas Rosenfeld: Komponist (Lied 9)
- Florian Schanze: Schlagzeug (Lieder 1–26)
- Alex Spengler: Tonmischung (Lieder 1–26)
- Aron Strobel: Komponist (Lied 15), Liedtexter (Lied 15)
- Stefan Zauner: Komponist (Lied 15), Liedtexter (Lied 15)

Artwork (Begleitheft + Cover)
- Sandra Ludewig: Fotograf
- Roland Reinsberg: Artwork

Unternehmen
- Ariola: Musiklabel
- Sony Music Entertainment: Musiklabel, Vertrieb
- Tonstudio K: Tonstudio

## Rezeption

### Rezensionen
Die Boulevardzeitung B.Z. sagte folgendes zum Berlin-Konzert: „Es ist die perfekte Schlager-Party, die Vanessa Mai im Tempodrom feiert.“

### Charts und Chartplatzierungen
Bis heute konnte Für Dich – Live aus Berlin keine eigene Chartplatzierung erzielen, was daran liegt, dass das Album und das Videoalbum zu sehr dem vorangegangenen Studioalbum Für Dich ähneln und deshalb alle Verkäufe in Deutschland dem Vorgänger hinzuaddiert werden. Das Studioalbum konnte sich allerdings nach der Veröffentlichung von Für Dich – Live aus Berlin in den deutschen Albumcharts um 82 Plätze verbessern und erreichte mit Position sechs nach mehr als einem halben Jahr erneut die Top 10.
Das Videoalbum Für Dich – Live aus Berlin erreichte in Österreich in vier Chartwochen Position vier der Musik-DVD-Charts. In der Schweiz erreichte das Videoalbum in einer Chartwoche ebenfalls Position vier der Musik-DVD-Charts. Für Mai ist dies nach Wachgeküsst – Live aus dem Parktheater Augsburg bereits der zweite Top-10- beziehungsweise Charterfolg in den österreichischen und Schweizer Musik-DVD-Charts.